# The Cabin in the Woods
The Cabin in the Woods (Ngôi nhà gỗ trong rừng) là một bộ phim kinh dị của Mỹ do Drew Goddard đạo diễn, Joss Whedon sản suất, và cả hai cùng viết kịch bản. Diễn viên chính gồm có Chris Hemsworth, Richard Jenkins, Bradley Whitford và Amy Acker. Phim được lên lịch sẽ công chiếu tại các rạp Mỹ ngày 13 tháng 4 năm 2012

## Nội dung
Tại một cơ sở dưới lòng đất, hai kỹ thuật viên Gary Sitterson và Steve Hadley chuẩn bị cho một nghi lễ, một trong những hoạt động đã diễn ra trên khắp thế giới, trong khi đùa với đồng nghiệp của họ là Wendy Lin.
Một nhóm sinh viên đại học gồm có Curt Vaughan, Holden McCrea, Jules Louden, Dana Polk và Marty Mikalski trải qua kỳ nghỉ cuối tuần ở một ngôi nhà gỗ trong rừng. Trong khi đó, các kỹ thuật viên kiểm soát tình hình, dùng thuốc thay đổi tâm trạng kích thích họ theo kịch bản. Những loại thuốc kích thích này làm giảm trí thông minh và nhận thức của họ, đồng thời làm tăng ham muốn tình dục.
Sau khi xuống căn hầm, cả nhóm phát hiện ra một số lượng lớn đồ vật, bao gồm cuốn nhật ký của Patience Buckner, cô gái bị lạm dụng bởi chính gia đình tàn bạo của mình. Niệm một câu thần chú từ cuốn nhật ký, Dana vô tình đánh thức lời nguyền của gia đình Buckner, sau đó gia đình zombie sống dậy từ những ngôi mộ. Curt và Jules ra ngoài để quan hệ vì họ ngấm thuốc kích thích. Gia đình Buckner tấn công họ và giết chết Jules, còn Curt chạy về ngôi nhà gỗ. Trong khi đó, Marty, người thường xuyên hút cần sa, trở nên hoang tưởng và tin rằng cả nhóm đang bị thao túng. Curt thông báo cho cả nhóm biết về cái chết của Jules. Phát hiện ra một cái camera ẩn, Marty cho rằng mình đang trong một chương trình truyền hình thực tế nhưng bị tấn công và kéo đi bởi một trong những zombie.
Holden, Dana và Curt cố gắng bỏ chạy trên chiếc RV nhưng các kỹ thuật viên đã chặn con đường lại. Curt cố gắng cưỡi xe mô tô nhảy qua một khe núi để chạy thoát nhưng đâm vào một bức tường trường lực và rơi xuống vực chết. Nhận ra có gì đó không bình thường, Dana tin vào giả thuyết của Marty rằng cả nhóm đang bị thao túng. Trong khi lái xe quay về ngôi nhà gỗ, Holden bị giết bởi một zombie nhà Buckner đã trốn sẵn trong xe. Chiếc xe rơi xuống hồ, sau đó Dana bơi vào bờ, rồi bị tấn công bởi một zombie khác trên sàn bến.
Các kỹ thuật viên chúc mừng sự thành công của nghi lễ nhưng một cuộc điện thoại từ Giám đốc thông báo rằng Marty vẫn còn sống. Khi đến sàn bến, Marty đã cứu Dana. Marty tiết lộ rằng anh đã chặt nát xác zombie tấn công anh sau khi bị kéo đi và thấy một hộp điều khiển ẩn trong ngôi mộ của nhà Buckner, có thể thông với một thang máy ngầm. Các kỹ thuật viên nhận ra Marty miễn dịch với các loại thuốc của họ vì thói quen hút cần sa của anh.
Marty và Dana vào thang máy, đi xuống tầng thấp hơn, nhìn thấy một loạt quái vật bị giam giữ. Một số quái vật làm Dana nhớ đến đồ vật trong căn hầm ở ngôi nhà gỗ, cô đồng thời nhận ra những đồ vật sẽ quyết định quái vật nào được thả ra. Khi Marty và Dana bị dồn vào góc tường bởi đội ngũ an ninh thì Dana dùng bộ phận điều khiển thả đám quái vật ra, cho chúng tàn sát các nhân viên trong cơ sở, bao gồm Hadley và Lin. Sitterson vô tình bị Dana đâm chết khi đang tháo chạy.
Marty và Dana chạy xuống ngôi đền nơi có các vị thần độc ác cổ xưa ẩn náu. Giám đốc cơ sở đó đã giải thích rằng các nghi lễ hiến tế người đều được tổ chức hàng năm trên khắp thế giới để xoa dịu các vị thần khổng lồ dưới lòng đất. Mỗi khu vực đều có nghi lễ riêng, nghi lễ Mỹ thường hiến tế năm mẫu người trong phim kinh dị: cô gái lẳng lơ (Jules), vận động viên (Curt), học giả (Holden), tên hề (Marty) và trinh nữ (Dana).
Bà Giám đốc xúi giục Dana giết Marty để thế giới không tận thế. Marty không chết, Dana bị ma sói cắn nhưng cũng không chết. Trong khi bà Giám đốc cố giết Marty, một zombie (Patience Buckner) đã giết chết bà ta. Cho rằng loài người không còn xứng đáng được tiếp tục tồn tại, Marty và Dana ngồi hút thuốc, chấp nhận số phận của họ. Chỉ còn vài phút là mặt trời mọc và các vị thần đã nổi dậy, một bàn tay khổng lồ trồi lên khỏi mặt đất, phá hủy cơ sở và ngôi nhà gỗ.

## Diễn viên
- Richard Jenkins vai Steve Hadley
- Bradley Whitford vai Richard Sitterson
- Jesse Williams vai Holden McCrea
- Chris Hemsworth vai Curt Vaughan
- Anna Hutchison vai Jules Louden
- Fran Kranz vai Marty Mikalski
- Kristen Connolly vai Dana Polk
- Brian J. White vai Alex Truman
- Amy Acker vai Wendy Lin
- Tom Lenk vai Ronald

## Sản xuất
Phim được bắt đầu quay từ tháng 3 năm 2009 và hoàn tất ngày 29 tháng 5 năm 2009 ở Vancouver, British Columbia, Canada. Joss Whedon viết kịch bản cho phim cùng với Drew Goddard (người đã viết kịch bản cho phim Cloverfield), đồng thời lần đầu tiên thực hiện công việc đạo diễn với bộ phim này. Drew Goddard đã từng cộng tác với Joss Whedon qua 2 phim Buffy the Vampire Slayer và Angel với công việc viết kịch bản.
Metro-Goldwyn-Mayer nộp đơn xin bảo hộ phá sản ngày 3 tháng 11 năm 2010, nhưng bộ phim vẫn sẽ được phát hành như một trong những phim cuối cùng của MGM trong quá trình phát triển.